# Alex Kurtzman
Alex Kurtzman (født 7. september 1973) er en amerikansk film-og tv-manuskriptforfatter og producer

## Film
| År   | Film                                | Note                                                         |
| ---- | ----------------------------------- | ------------------------------------------------------------ |
| 2005 | The Island                          | med-forfatter (Manuskript)                                   |
| 2005 | The Legend of Zorro                 | med-forfatter (Manuskript og handling)                       |
| 2006 | Mission: Impossible III             | med-forfatter (Manuskript)                                   |
| 2007 | Transformers                        | med-forfatter (Manuskript og handling)                       |
| 2008 | Eagle Eye                           | producer                                                     |
| 2009 | Watchmen                            | uncredited script polish (Manuskript)                        |
| 2009 | Star Trek                           | med-forfatter og executive producer (Manuskript og handling) |
| 2009 | Transformers: Revenge of the Fallen | forfatter                                                    |

### Tv
- Hercules: The Legendary Journeys, forfatter og co-executive producer
- Xena: Warrior Princess, forfatter og co-executive producer
- Jack of All Trades, forfatter og executive producer
- Alias, forfatter og executive producer
- The Secret Service, medskaber, forfatter, executive producer
- Fringe, medskaber, forfatter, executive producer
- Hawaii Five-O, executive proudcer